# ده‌نو محمدآباد جی (اصفهان)
دهنو (محمدآباد جی)، روستایی از توابع بخش مرکزی شهرستان اصفهان در استان اصفهان ایران است(محله ای از منطقه ۱۵ شهر اصفهان).